# Салонен, Альфред
Йохан Альфред Салонен (фин. Johan Alfred Salonen, 9 марта 1884, Хейнола, Санкт-Михельская губерния, Великое княжество Финляндское, Российская империя — 11 января 1938) — финский борец греко-римского стиля, призёр чемпионата мира.
Родился в 1884 году в окрестностях Хейнолы. В 1902 году был одним из основателей хельсинкского спортклуба «Юрю». В 1908 году вошёл в сборную для участия в Олимпийских играх в Лондоне, но не смог найти средств для поездки. В 1911 году завоевал бронзовую медаль чемпионата мира. В 1912 году принял участие в Олимпийских играх в Стокгольме, но неудачно.